# 16973 Ґаспарі
16973 Ґаспарі (16973 Gaspari) — астероїд головного поясу, відкритий 23 листопада 1998 року.
Тіссеранів параметр щодо Юпітера — 3,630.